# Witterschneekreuz

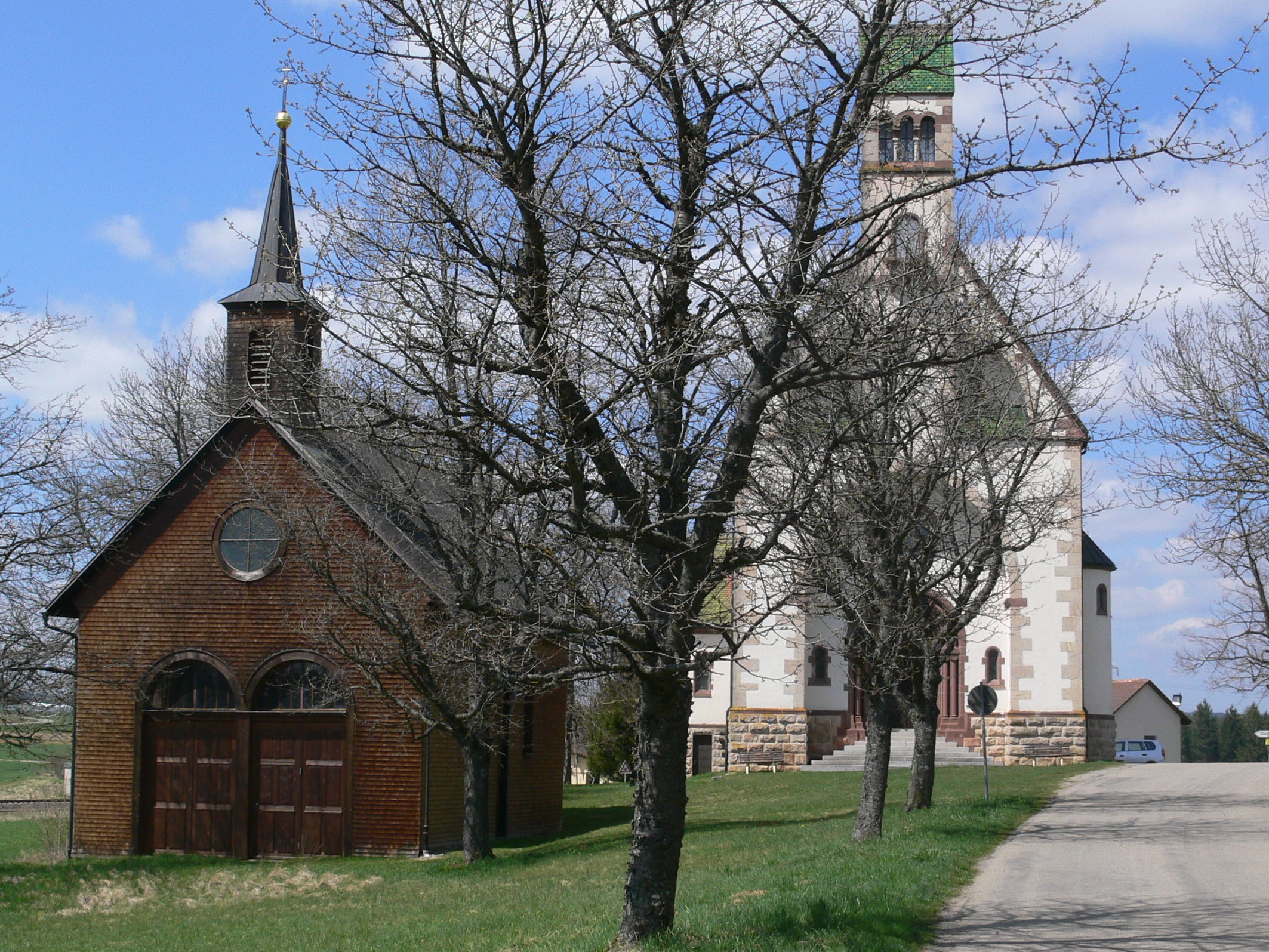
Witterschneekreuz: im Vordergrund die alte Wallfahrtskapelle, dahinter die neuere

Das Witterschneekreuz ist eine römisch-katholische Wallfahrtsstätte bei Löffingen.

## Stiftung
Die Kuppe, wo die beiden Kapellen} der Wallfahrtsstätte stehen, wurde seit dem 11. Jahrhundert zunächst „Itirsne“ (keltisch für kleines Rinnsal), später „Witarsne“ genannt; hieraus entwickelte sich der Gewannname „Witterschnee“.
Auf dieser Kuppe geriet im Winter 1735 oder 1740 ein Pilger in einen Schneesturm. Er gelobte, an der Stelle, an der ihm Rettung zuteilwürde, ein Kreuz zu errichten. Im Bereich der heutigen Wallfahrtskirche verließen ihn die Kräfte und er sank erschöpft nieder. Da hörte er eine Glocke von Löffingen; heimkehrende Holzfäller fanden ihn und nahmen ihn mit in die Stadt. Er hielt Wort und errichtete ein Feldkreuz, das heute dem Bildhauer Jakob Rappenegger (1683–1743) aus Schönenbach bei Furtwangen zugeschrieben wird.
Im Laufe der Zeit kamen immer mehr Pilger zum Witterschneekreuz. 1792 wurde eine offene Schächer-Hütte darüber errichtet, die sechs Betstühle enthielt und offen war.

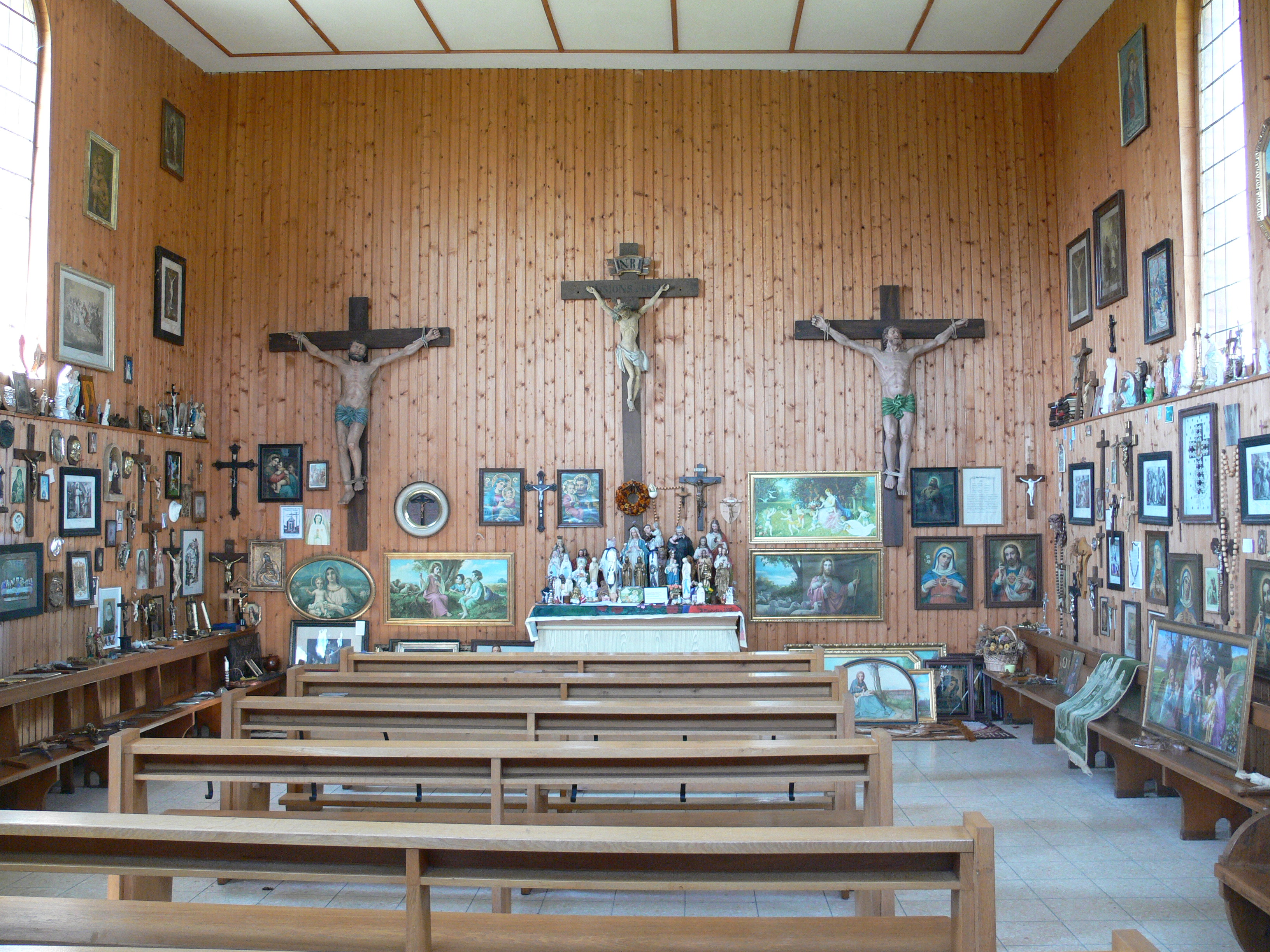
Das Innere der Holzkapelle

## Holzkapelle
In den Jahren 1846/47 folgte die Errichtung einer Kapelle aus Holz. Sie wurde an die Hütte angebaut und wird inzwischen als „alte“ Kapelle bezeichnet. Sie wurde Ende des 19. Jahrhunderts ersetzt, jedoch vor dem Neubau auf Holzrollen an ihren heutigen Platz transportiert. Darin findet sich eine Vielzahl von Votivgaben und -bildern.

## Steinkapelle

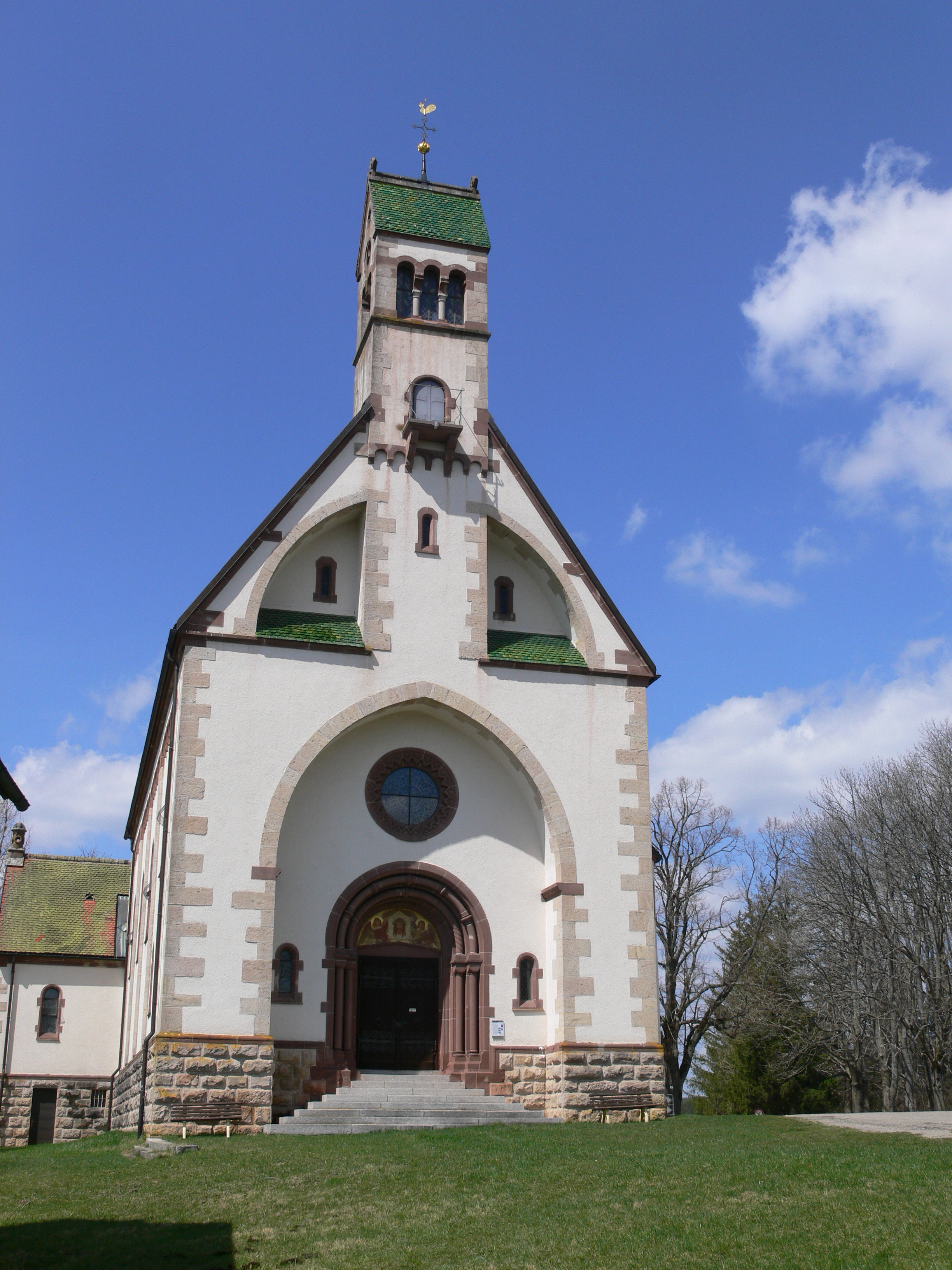
Vorderfront der neueren Kapelle

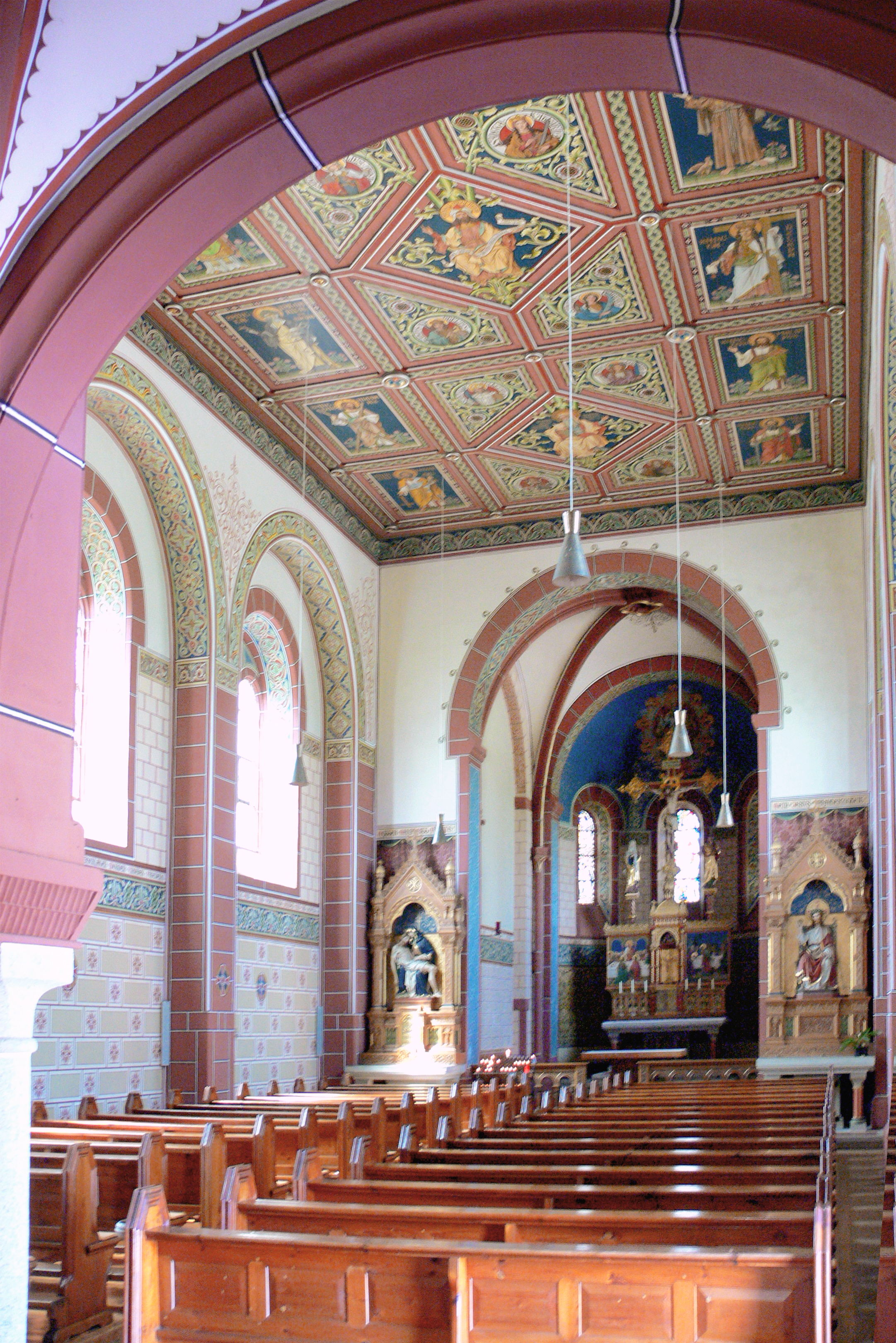
Blick zum Chor

Für den Neubau wurden Anfang 1893 von Otto Belzer (1852–1919), dem Leiter des Erzbischöflichen Bauamtes Konstanz, erste neugotische Planskizzen vorgelegt. Wie das Erzbischöfliche Bauamt Konstanz, war im Frühjahr 1892 auch das Erzbischöfliche Bauamt Freiburg beauftragt worden. Dessen Baudirektor, Max Meckel (1847–1910), lieferte Ende April 1893 einen neuromanischen Entwurf, der angenommen wurde. Der Löffinger Pfarrer Stephan Wehrle (1821–1898) war maßgeblich an dieser Entscheidung beteiligt. Nach der Grundsteinlegung am 15. Juli 1894 dauerte die Fertigstellung bis 1896 an. Statt der geplanten 60.000 Reichsmark kostete der Bau ohne die Ausstattung 71.979 Reichsmark. Ohne Beteiligung des Erzbischöflichen Bauamtes folgte die Ausmalung der Kirche durch den Offenburger Franz Josef Simmler, von dem auch die Altäre stammen, sowie durch August von Wörndle, der die Langhausdecke nach dem Vorbild der Michaeliskirche in Hildesheim bemalte. Die Kunstverglasung stammt von den Freiburger Glasmalern Helmle & Merzweiler.
Am 16. Oktober 1898 fand die Benediktion statt, der am 29. August 1901 die Kirchweihe folgte, bevor die künstlerische Ausgestaltung durchgeführt werden konnte. Die Kirche besitzt 280 Sitzplätze. Patronatsfest der Kapelle ist der Gedenktag Kreuzerhöhung am 14. September.
Die katholische Seelsorgeeinheit Donaueschingen begibt sich alljährlich am ersten Maisonntag auf eine Wallfahrt zu Fuß, mit dem Fahrrad oder dem Zug von Donaueschingen nach Löffingen zum Witterschneekreuz.
Ende September 2019 wurden sechs Gemälde aus dem Hochaltar gewaltsam herausgebrochen und gestohlen.

## Glocken
Im über dem Eingangsgiebel aufgesetzten Turm hängen zwei Glocken aus Bronze:
- Glocke 1 wurde 1981 von der Glockengießerei Heidelberg gegossen und wiegt 63 kg bei einem Durchmesser von 449 mm. Der Schlagton ist gis′′+7.
- Glocke 2 wurde 1853 von B. Grüninger in Villingen gegossen und wiegt etwa 40 kg  bei einem Durchmesser von 375 mm. Der Schlagton ist h′′′+8.